# 青木長国
青木 長国（あおき ながくに）は、江戸時代中期の旗本。武田氏族青木家の寛政重修諸家譜編纂時点の当主。勝海舟の母方曾祖父で、幕末の大奥御年寄となる瀧山の祖父である。家禄は蔵米290俵。

## 生涯
青木正寛（甚平）を家祖とする青木家に生まれる。実祖父の青木正教（甚五兵衛）は平岡道賢（源兵衛）の三男であり、長国の母も平岡氏の出身である。最初の正室に勝命雅（市郎右衛門）の次女を迎えており、義兄に塩谷奉正（平四郎）、義弟に勝曹淓（安五郎）がいる。
明和5年（1768年）に徳川家治の初御目見する。なお、同年に舅の勝命雅（市郎右衛門）が広敷番頭となっている。
安永6年（1777年）に37歳で父の隠居により青木家の家督と家禄を相続する。翌安永7年（1778年）に大番士となり、寛政5年（1793年）に大番組頭に昇進する。

## 系譜
- 父：青木昌邦 - 小右衛門
- 母：平岡道弘（彦三郎）の娘
- 正室：勝命雅（市郎右衛門）の次女
  - 次男：大岡義方（1768-?） - 常吉、大岡義安の養子
  - 三男：勝元良（1767-1809） - 甚三郎、勝曹淓の婿養子
- 継室：杉浦孝允（惣十郎）の娘
- 生母不明の子女
  - 男子：青木満真 - 甚平
  - 女子：阿部正親（右門）室